# رئوون آتار
رئوون آتار (به انگلیسی: Reuven Atar) هافبک اهل اسرائیل است که از سال ۱۹۸۹ تا ۱۹۹۷ میلادی عضو تیم ملی فوتبال اسرائیل بوده و در ۳۳ بازی ملی حضور داشته است. رئوون آتار توانسته در بازی‌های ملی، ۳ گل به ثمر برساند.